# Antea Biskupović
Antea Biskupović (Split, 15. veljače 1996.), hrvatska kiparica. Živi u Omišu.

## Životopis
Rodila se je u Splitu. U rodnom gradu završila je 2014. godine Srednju Školu likovnih umjetnosti, kiparski smjer. Iste je godine upisala Umjetničku akademiju u Splitu. Studira na diplomskom studiju Odsjeka za kiparstvo u klasi redovitog profesora Kuzme Kovačića. Svoje radove izlagala je na nekoliko samostalnih izložaba, a sudjelovala je na više skupnih izložaba. Članica HULU Split.
Izabrane samostalne i skupne izložbe:
- 28. Omiško ljeto, srpnja 2017. (Antea Biskupović, Srećko Mimica i Ivan Jakšić),  Galeriji AZ nekadašnjeg Ilirskog sjemeništa na Priku, Omiš[3]
- Premijere 61,  Loggia, Centar za kulturu i cjeloživotno obrazovanje Zlatna vrata, Split, siječnja 2018.[4]
- Proces, Omiš, kolovoza 2018. godine (slika monokromnih aktova i apstraktnih skulptura u tehnici terakote)[1]
- Kiparska kolonija u Mimicama, listopada 2018. (kamene apstraktne forme, uporabom brusilica)[1]
- Križni put, Galerija Krug, Dugi Rat, travnja 2019.[1][5][6]
- Nitočvorni svijet, Gradski muzej Omiš, svibnja 2019.[1]